# Les Teuleres
Les Teuleres és un paratge del terme municipal d'Isona i Conca Dellà, a l'antic terme de Conques.
El lloc és al sud-oest de la vila de Conques, a l'esquerra del riu de Conques, a llevant de lo Tossal i al nord de la partida del Pla de Palau.